# Federação Húngara de Hóquei no Gelo
A Federação Húngara de Hóquei no Gelo é o órgão que dirige e controla o hóquei no gelo da Hungria, comandando as competições nacionais e a seleção nacional.